# Pruskauer von Freyenfels

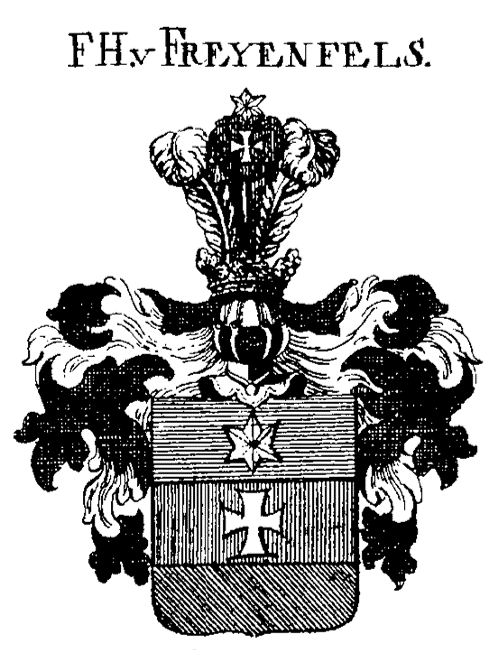
Wappen der Freiherren Pruskauer von Freyenfels

Pruskauer von Freyenfels kurz von Freyenfels ist der Name eines mährischen briefadligen Geschlechts, das 1722/23 in den Freiherrenstand erhoben wurde und 1819 erlosch. Es ist zu unterscheiden von den schlesischen von Freyenfels. 

## Geschichte
Laut Diplom vom 23. Oktober 1663 erhob Kaiser Leopold I. den Sekretär des Bischofs von Olmütz, Martin Friedrich Pruskauer mit dem Prädikat „von Freyenfels“ in den erblichen Adelsstand und am 26. September 1680 in den alten Ritterstand. 1693 bekleidete er das Amt des mährischen Oberstlandschreibers. 1683 besaß er ein Freihof in Augezd und 1687 das Gut Krizinkau. Seine Witwe Maria Barbara geb. Ehrnau vererbte ihre 1697 gekauften Güter Borotin und Groß-Slatina 1717 an ihren Sohn Johann Christoph Pruskauer von Freyenfels, k. k. Hofrat und Referent bei der böhmischen Hofkanzlei. Sein Bruder Gottfried, bischöflich-Olmützer Rat, Kammerdirektor und Lehenrechtsbeisitzer wurde am 9. Mai 1722 in den Freiherrenstand erhoben, desgleichen Johann Christoph von Freyenfels am 8. Januar 1723. Johann Christoph und sein Bruder Gottfried waren Herren auf Lösch und Bosenitz. Johann Wenzel von Freyenfels diente als Domherr und Suffragan des Bischofs von Olmütz. Im Siebenjährigen Krieg zeichnete sich Johann Hubert von Freyenfels bei der Belagerung von Schweidnitz aus, wofür man ihm mit dem Ritterkreuz des Maria-Theresien-Ordens auszeichnete. Der k. k. Rat und Assessor Joseph Freiherr von Freyenfels verkaufte 1784 die Güter Borotin und Groß-Slatina. Dessen Sohn Franz starb am 19. September 1819 als letzter seines Geschlechts.

## Besitzungen
- Augezd
- Borotin
- Bosenitz
- Groß-Slatina
- Krizinkau
- Lösch

## Wappen
Blasonierung: Schild in drei Teile quergeteilt, oben im blauen Feld ein silberner Stern, in der Mitte im roten Feld ein silbernes Kreuz, unten grün. 

## Genealogie
1. Martin Friedrich Pruskauer seit 1663 von Freyenfels († 1695), mährischer Oberstlandschreiber, ⚭ Maria Barbara Ehrnau
  1. Gerhard Ferdinand von Freyenfels, Herr auf Krizinkau, Landrechtsbesitzer und Assessor
  2. Johann Christoph, seit 1723 Freiherr von Freyenfels († 1733), Herr auf Lösch und Borotin, k. k. Hofrat, ⚭ Maria Josepha Gräfin von Hartig
    1. Johann Wenzel Xaver Freiherr von Freyenfels, Domherr und Suffragan des Bischofs von Olmütz
    2. Johann Christoph Freiherr von Freyenfels, k. k. Rat und Landrechtsbeisitzer
    3. Johann Hubert Freiherr von Freyenfels († 1763), Oberst, Ritter des Maria-Theresien-Ordens, ⚭ Wilhelmine Gräfin Podstatzky
    4. Franz Xaver Freiherr von Freyenfels, ⚭ Ottilie Freiin von Imbsen
      1. Joseph Freiherr von Freyenfels, Herr auf Lösch, Bosenitz, Borotin und Groß-Slatina, k. k. Rat und Assessor
        1. Franz Freiherr von Freyenfels († 1819)

      2. Maria Antonia von Freyenfels († 1780), ⚭ Johann Franz Graf von Fünfkirchen, k. k. Gubernialrat

  3. Gottfried, seit 1722 Freiherr von Freyenfels, Herr auf Krizinkau, bischöflich-Olmützer Rat und Kammerdirektor